# Heliotropium bacciferum
Heliotropium bacciferum är en strävbladig växtart. Heliotropium bacciferum ingår i Heliotropsläktet som ingår i familjen strävbladiga växter.

## Underarter
Arten delas in i följande underarter:
- H. b. bacciferum
- H. b. erosum
- H. b. tuberculosum
- H. b. suberosum